# Batesbeltia
Batesbeltia is een kevergeslacht uit de familie van de boktorren (Cerambycidae). De wetenschappelijke naam van het geslacht werd voor het eerst geldig gepubliceerd in 1964 door Lane.

## Soorten
Batesbeltia omvat de volgende soorten:
- Batesbeltia beltii (Bates, 1872)
- Batesbeltia cerussata Lane, 1964
- Batesbeltia pantherina Lane, 1964
- Batesbeltia pullata Lane, 1964
- Batesbeltia verecunda Lane, 1964